# Logos II
Die Logos II ex Antonio Lazaro war ursprünglich eine Mittelmeerfähre, später ein christliches Missionsschiff von Operation Mobilisation. Sie diente unter anderem dazu, christliche Literatur (in der jeweiligen Landessprache) in die Häfen der Westhalbkugel, insbesondere die der bedürftigen Länder, zu bringen.

## Geschichte
Das Schiff wurde 1968 von Unión Naval de Levante in Valencia (Spanien) gebaut und von der Compañía Transmediterránea als Antonio Lazaro in Dienst gestellt. Namensgeber war Antonio Senso Lázaro, Bischof von Astorga 1913 – 1941. Die Antonio Lazaro befuhr zunächst als Mittelmeerfähre die Linie Málaga – Melilla, später die Linie Palma de Mallorca – Valencia – Alicante. Die Kapazität der Antonio Lazaro betrug 600 Passagiere, zusätzlich konnten Autos transportiert werden.
Die Antonio Lazaro war Schwesterschiff der Vincente Puchol.
Am 21. Oktober 1988 erfolgte der Verkauf an Educational Book Exhibits Ltd, wo sie in Logos II umbenannt sowie grundlegend renoviert und umgebaut wurde. Genutzt wurde die Logos II von Operation Mobilisation (kurz OM) als Ersatz für die kurz zuvor im  Beagle-Kanal auf Grund gelaufene und aufgegebene Logos. Kernaufgabe der Logos II war die Verbreitung von Literatur (christliche Bücher, Lehr- und Sachbücher), interkultureller Austausch (vorwiegend in Zusammenarbeit mit lokalen christlichen Kirchen), sowie der praktische Hilfsdienst. Die Besatzung des Schiffs bestand aus einer 214 Personen umfassenden ehrenamtlichen Mannschaft.
Am 20. Juni 2007 kollidierte die Logos II beim Anlegemanöver in Jersey mit einem Austernkutter, der beschädigt wurde. Weitere Unglücksfälle des Schiffs sind nicht bekannt.
Nach 20 Jahren Einsatz wurde die Logos II am 29. September 2008 zur Verschrottung in die Türkei verkauft. Während ihres Einsatzes als Missionsschiff besuchte sie circa 350 Häfen in 81 Ländern und hatte über 10 Millionen Besucher an Bord. Ihre Aufgaben bei OM wurden von der Logos Hope übernommen. Von 1977 bis 2009 betrieb OM mit der Doulos ein zweites Schiff mit gleicher Aufgabenstellung.

## Technische Daten
Das Schiff wurde von zwei Zehnzylinder-Zweitakt-Dieselmotoren des Herstellers B&W (Typ: 1035 VBF 62) mit einer Leistung von 4.592 kW angetrieben. Die Motoren wirkten auf zwei Verstellpropeller.
Für die Energieversorgung standen drei Wechselstromgeneratoren zur Verfügung, von denen zwei von jeweils einem MWM-Dieselmotor (Typ: 440-8 TBD) mit einer Scheinleistung von 650 kVA und einer von einem Mitsubishi-Dieselmotor (Typ: 56R2-MPTK) mit einer Scheinleistung von 600 kVA angetrieben wurden.